# Stolnica svetega Salvatorja
Stolnica svetega Salvatorja v belgijskem mestu Brugge je škofovska cerkev rimskokatoliške škofije Brugge od ponovne ustanovitve leta 1834. Bila je že župnija in kolegijska cerkev. Njena stoletna arhitekturna zgodovina se kaže v oblikah šeldske gotike, visoke gotike (brabantska gotika), pa tudi neogotske in neoromanske arhitekture.
Kot stolnica je ("cerkev Odrešenika") je bila med francosko revolucijo stolnica svetega Donata,  prva škofija Brugge (1559-1801). Od njega so relikvije in pomožni patrocinij sveti Donat iz Reimsa.
Stolnica je triladijska bazilika z ozkim transeptom sredi med štirimi oboki ladje in štirimi oboki kora. Apsida je obkrožena s kornim obhodom in vencem petih kapelic.

## Zgodovina gradnje
Od romanske predhodnice so ostali le temelji zahodnega stolpa (1116-1127) in njegova klet (okoli 1200). Leta 1280 so začeli, na spodbudo med 1242-1255 novoustanovljenega kora stolnice v Tournaiju, graditi novo stavbo v obliki šeldske gotike. Transept in prvi trije oboki kora še vedno sodijo v 13. stoletje, ladja je sledila v začetku 14. stoletja, do 1480 je nastala poligonalna apsida z ambulatorijem. Venec kapel, na zunanji strani s petimi presenetljivimi stožčastimi strehami, ki je bil še posebej očarljiv, je bil zaključen do leta 1527. Precej kasneje, je bil narejen obok: v 17. stoletju ladja, do 1739 kor. Kljub tej raznolikosti in prekinitvami zaradi več požarov v zgodovini, notranjost ponuja presenetljivo enotno in jasno podobo. Potem ko je cerkev sv. Salvatorja nadomestil sv. Donat 1834 kot cerkev nadškofije, je bila gradnja stolpa obnovljena c neoromanskem slogu (1844-1846) in do leta 1877 še kupola tudi v neoromanski obliki.

## Oprema
Oprema je bila obnovljena v 17. stoletju v baročnem slogu - z oltarjem od 1638 do 1642 - po starem objektu v osemdesetih letih vojne med kalvinističnem premorom (1580-1584) je bil popolnoma uničen. Cerkev ima številne slike, najpomembnejše pa so v stolničnem muzeju. Stenske poslikave so od leta 1875, okrasna stekla so iz poznega 19. stoletja. Nad kornimi klopmi je iz 15. stoletja medeninast grb vitezov zlatega runa, ti in najbolj prestižni burgundski plemiči so se zbrali ob 13. seji, ki je bila ustanovljena leta 1430 v Bruggeu. Na zgornjem območju visi osem gobelinov po predlogah Jana van Orleyja, izdelani leta 1731 v Bruslju. Artus Quellinus II. je leta 1682 izdelal skulpture, ki so jih leta 1935 iz prvotnega položaja med korom in ladjo prestavili v galerijo orgel. Flamski baročni kipar kaže Boga očeta, njegove ekspresivne poteze in draperija jasno odražajo Berninijev vpliv, s čigar deli se je Quellinus srečal v Rimu leta 1674. Izjemne medeninaste rešetke pod njim so leta 1726 ustvarili draguljarji iz Antwerpna. Izrezljana podoba prospekta za orgle sega v začetke instrumenta (1717-1719).

## Muzej
V stolnični muzej so bili preneseni številni deli opreme: svetinje, relikvije in druga zlatarska dela iz zakladnice, pribor, skulpture in podobno. Med slikami so: Kalvarija iz oltarja ceha strojarjev iz okoli leta 1390; Dirk Bouts: Mučeništvo sv. Hippolita iz okoli leta 1475. Hugo van der Goes je na levo oltarno krilo naslikal donatorja. Pieter Pourbus: Jagnje Božje, 1559.

## Orgle
Med obnovo so dvoje orgel (Jacob van Eynde, 1717-1719) združili in razširili. Instrument ima 60 registrov na štirih manualih in pedal.
- Stolnica sv. Salvatorja
- Stolp in ladja
- Pogled v kor
- A. Quellinus: Bog oče, 1682
- Orgle